# Кетрін Форстер
Кетрін Енн Форстер (англ. Catherine Ann Forster) — американська палеонтологиня, систематикиня і експертка з еволюції орнітопод і систематики трицератопса. Професорка програми геологічних наук і кафедри біологічних наук Університету Джорджа Вашингтона. Здобула ступінь бакалавра в Університеті Міннесоти в 1982 році, а потім ступінь магістра у 1985 році та ступінь доктора філософії у 1990 році в університеті Пенсільванії. Потім вона захистила докторську роботу в Чиказькому університеті між 1990 і 1994 роками на відділі біології організмів. Вона відома зокрема завдяки унікальним скам'янілостям птахів, які вона та її колеги знайшли та описали на Мадагаскарі.